# Hal Kanter
Hal Kanter (født 18. december 1918 i Savannah, Georgia – 8. november 2011) var en amerikansk manuskriptforfatter og filminstruktør.
Blandt hans produktioner er Road To Bali fra 1953, Rose Tattoo fra 1956 samt de to film med Elvis Presley, Loving You fra 1957 (instruktør) og Blue Hawaii fra 1961 (manuskriptforfatter). 
I 1970'erne producerede Kanter TV-serier, og var de senere år mest kendt for at være manden bag talerne ved de årlige Oscaruddelinger.
Hal Kanter fik en Emmy i 1955 som belønning for sit arbejde som manuskriptforfatter.